# Ferrari 365
Ferrari 365 – sportowy samochód osobowy produkowany przez włoską firmę Ferrari w latach 1966–1970. Dostępny jako 2-drzwiowe coupé lub 2-drzwiowy kabriolet. Następca modelu 330GT. Do napędu użyto silnika V12 o pojemności 4,4 litra. Moc przenoszona była na koła tylne poprzez 5-biegową manualną skrzynię biegów. Zastąpiony został przez model GTB/4.

## Dane techniczne (365 GT 2+2)

### Silnik
- V12 4,4 l (4390 cm³), 2 zawory na cylinder, SOHC
- Układ zasilania: 3 gaźniki Weber
- Średnica × skok tłoka: 81,00 mm × 71,00 mm
- Stopień sprężania: 8,8:1
- Moc maksymalna: 324,4 KM (238,6 kW) przy 6200 obr./min
- Maksymalny moment obrotowy: 363 N•m przy 5000 obr./min

### Osiągi
- Przyspieszenie 0-80 km/h: 5,7 s
- Przyspieszenie 0-100 km/h: 7,1 s
- Przyspieszenie 0-160 km/h: 20,8 s
- Prędkość maksymalna: 245 km/h